# Graphidipus pisciata
Graphidipus pisciata är en fjärilsart som beskrevs av Achille Guenée 1858. Graphidipus pisciata ingår i släktet Graphidipus och familjen mätare. Inga underarter finns listade i Catalogue of Life.